# Joseph Zada
Joseph Cumpston (Sydney, 21 juli 2005), bekend onder zijn artiestennaam Joseph Zada, is een Australisch acteur. Hij speelde in diverse films en series, waaronder The Speedway Murders, Invisible Boys en We Were Liars.

## Carrière
Zada maakte in mei 2019 zijn acteerdebuut in de komische dramafilm Bilched, hierin vertolkte hij de rol van Toby. De film werd geregisseerd door zijn vader Jeremy Cumpston, tevens was zijn broer Hal Cumpston in de film te zien. Hierna was het een aantal jaar stil rondom Zada, totdat hij in oktober 2023 de rol van Dan vertolkte in de waargebeurde misdaaddocumentairefilm The Speedway Murders.
In januari 2024 maakte Zada zijn debuut als televisieacteur in de ABC-dramaserie Total Control. Een jaar later, in februari 2025, vertolkte Zada de hoofdrol van Charlie Roth in de dramaserie Invisible Boys. Voor deze rol werd hij geprezen, zo schreef The Guardian dat hij de rol speelde met "diepte en complexiteit". Datzelfde jaar speelde Zada tevens de hoofdrol van Johnny Sinclair Dennis in de Prime Video-serie We Were Liars, gebaseerd op het gelijknamige boek van E. Lockhart.
In april 2025 werd door Lionsgate bekend gemaakt dat Zada was aangenomen om de hoofdrol van Haymitch Abernathy te gaan vertolken in de aankomende bioscoopfilm The Hunger Games: Sunrise on the Reaping, gebaseerd op het gelijknamige boek van Suzanne Collins.

## Privé
Zada werd geboren en groeide op in Sydney, Australië. Zada is de zoon van acteur en regisseur Jeremy Cumpston en filmproducente Jessica Brentnall. Zada heeft drie broers en een zusje, zijn oudste broer Hal Cumpston werkt tevens als acteur.

## Filmografie

### Film
- 2019: Bilched, als Toby
- 2023: The Speedway Murders, als Dan

### Televisie
- 2024: Total Control, als Daniel
- 2025: Invisible Boys, als Charlie Roth
- 2025: We Were Liars, als Johnny Sinclair Dennis